# Albin Kurti
Albin Kurti (Pristina, 24 marzo 1975) è un attivista e politico kosovaro, primo ministro del Kosovo dal 2021, carica che ha anche ricoperto precedentemente tra febbraio e giugno 2020.
È leader del partito nazionalista di sinistra Vetëvendosje!.

## Biografia
Nacque nel 1975 a Pristina, all'epoca nella Provincia Socialista Autonoma del Kosovo, parte della Repubblica Socialista Federale di Jugoslavia. Il padre, ingegnere, proveniva da una famiglia albanese del villaggio di Sukobin (in albanese Sukubinë) nel comune di Dulcigno, in Montenegro, e si trasferì a Pristina in cerca di lavoro, prima che Albin Kurti nascesse. La madre era un'insegnante di scuola elementare, nata e cresciuta a Pristina.
Durante l'Operazione Allied Force, la campagna di attacchi aerei condota in Jugoslavia nel 1999 dalla NATO contro le forze di Slobodan Milošević, fu arrestato e picchiato dalle forze governative serbe. Fu accusato di "mettere a repentaglio l'integrità territoriale della Jugoslavia e di aver cospirato per commettere un'attività nemica legata al terrorismo" e condannato a 15 anni di prigione. Durante il processo rifiutò di riconoscere la legittimità della Corte che lo stava giudicando.
Fu liberato nel dicembre 2001 dal governo post-Milošević della Jugoslavia dietro spinta delle pressioni internazionali. Dalla sua liberazione, restò fuori della politica, ma fu un critico severo della Missione di Amministrazione ad interim delle Nazioni Unite in Kosovo (UNMIK) e della corruzione imperante nel paese. Organizzò proteste non violente a sostegno delle famiglie i cui parenti scomparvero durante la guerra e in favore dell'autodeterminazione politica del Kosovo.
Il 23 aprile 2003 si laureò in informatica e telecomunicazioni presso l'Università di Pristina. Fu attivista per la Action for Kosovo Network (AKN), costituita nel 1997, movimento che si dedica a diritti umani, giustizia sociale, istruzione, cultura e arte.
Il 12 giugno 2005 gli attivisti dell'AKN scrissero lo slogan "Nessuna negoziazione, autodeterminazione" sui muri degli edifici dell'UNMIK. La polizia con l'aiuto della polizia delle Nazioni Unite, lo arrestò e condannò assieme a centinaia di altri attivisti. Il movimento di autodeterminazione richiese un referendum sullo status del Kosovo, affermando "solo con un referendum come uso del diritto internazionale all'autodeterminazione, possiamo realizzare una soluzione democratica per il Kosovo invece di negoziati che compromettono la libertà".
Nel febbraio 2007, quando la polizia delle Nazioni Unite dalla Romania uccise due manifestanti disarmati e ne ferì altri 80 con proiettili di plastica e gomma alla manifestazione Vetëvendosje! fu nuovamente arrestato. Venne detenuto fino a luglio e poi tenuto agli arresti domiciliari. Amnesty International denunciò l'esistenza di irregolarità nei suoi procedimenti giudiziari. Alla fine fu condannato a nove mesi. Kurti rimase un sostenitore della "resistenza nonviolenta attiva".
Nel 2010, Albin Kurti viene individuato come un attivista chiave nel film documentario My Blood My Compromise, che descrive gli eventi che hanno portato alla dichiarazione di indipendenza del Kosovo, adottata il 17 febbraio 2008.
Il 31 dicembre 2011, fu votato come "Personalità dell'anno" da Top Media della rete televisiva albanese.
Nel novembre 2015 venne arrestato, assieme ad altri 86 attivisiti, durante una protesta contro il governo. La manifestazione popolare sorse dopo che nei mesi precedenti i parlamentari di Vetëvendosje! avevano bloccato i lavori del parlamento per impedire l'approvazione di una serie di accordi con la Serbia mediati dall'Unione europea.

### La VI legislatura
Alle elezioni parlamentari del 2017 il suo partito Vetëvendosje! raccolse 182 857 voti, pari al 27,16 %, che gli consentirono di ottenere 30 seggi all'Assemblea della Repubblica del Kosovo. Il partito andò all'opposizione.

### La VII legislatura
Alle elezioni parlamentari del 2019, complice la perdita di voti del partito Alleanza per il Futuro del Kosovo del primo ministro Ramush Haradinaj, il suo partito ottenne  203 052 voti (pari al 25,49 %) che gli consentirono di divenire il partito più votato. Durante la campagna elettorale Albin Kurti propose un progetto di unificazione con l’Albania, promettendo di tenere un referendum in merito, e dichiarò di voler rigettare il dialogo con la Serbia sulla normalizzazione dei rapporti e il coinvolgimento delle organizzazioni internazionali.

#### Primo ministro
Dopo quattro mesi di negoziati, il 3 febbraio 2020 Vetëvendosje! ha trovato un accordo di governo con il partito di centrodestra Lega democratica del Kosovo (LDK). Ha quindi assunto la carica di Primo ministro.
L'11 febbraio 2020 ha svolto la sua prima visita in uno Stato straniero in Albania, sollecitando un intenso programma di cooperazione Kosovo-Albania, ritenuto obiettivo politico primario.
Ha annunciato che, in accordo con il presidente albanese Edi Rama, creerà una commissione interstatale, composta da ministri e parlamentari, per dare attuazione a 77 accordi bilaterali già sottoscritti ed attuarne altri nel campo dell'economia, dell'istruzione, della sicurezza e della politica estera. Ha sottolineato come l'obiettivo sia quello di raggiungere la libera circolazione di merci e persone.
Si è espresso contro la proposta di rimarcare il confine tra Serbia e Kosovo che avrebbe consentito ai villaggi a maggioranza kosovara e albanese di essere assoggettati alla sovranità territoriale del Kosovo e quelli a maggioranza serba a quella della Serbia, evidenziando come il principio sottostante avrebbe natura razzista, mentre il Kosovo è una nazione che aspira ad essere democratica e multietnica.
Ha sostenuto e introdotto il principio di reciprocità con la Serbia e la Bosnia e ha imposto dazi sulle importazioni in ragione del mancato riconoscimento dell'indipendenza del Kosovo e in risposta dei dazi introdotti dai due Paesi. L'Unione europea e gli Stati Uniti d'America hanno fortemente criticato queste decisioni, evidenziandone gli effetti dannosi rispetto al dialogo tra i Paesi della regione balcanica. Nel mese di marzo la LDK ha insistito per la revoca dei dazi minacciando la crisi e il Governo Kurti promise di rimuoverli.
A fine marzo, dopo che Kurti entrò in conflitto con il ministro dell'interno Agim Veliu, espellendolo dal Governo, la LDK ha presentato una mozione di sfiducia che è stata approvata dal Parlamento, con 82 voti favorevoli, 32 contrari e un astenuto.
Il 3 giugno 2020, dopo la nomina a primo ministro di Avdullah Hoti, sostenuto da una coalizione formata da LDK, Alleanza per il futuro del Kosovo (AAK), Nisma, e Srpska Lista (SL), il suo mandato governativo ha avuto termine ed è passato all'opposizione.

#### Elezioni parlamentari anticipate del 2021
Alle elezioni anticipate del 14 febbraio il suo partito, Vetëvendosje!, riceve quasi il 50,2 % dei voti risultando il partito più votato della storia del Kosovo indipendente.
Nel dicembre 2022 il suo governo presenta la domanda di adesione del Kosovo all'Unione europea.

## Posizioni politiche
Albin Kurti è un forte sostenitore dell'unificazione di Albania e Kosovo attraverso il voto popolare.
Sostenitore dell'autodeterminazione per il suo popolo fino al punto di scontare, tra il 1999 e il 2001, due anni e mezzo nelle prigioni serbe di Slobodan Milošević.